# ビーズ・ニーズ
ビーズ・ニーズ（英: Bee's Knees）は、ジン、レモンジュース、ハチミツを使用したショートドリンクのカクテルである。

## 概要
禁酒法時代（アメリカ合衆国における禁酒法施行期間）に誕生したカクテルである。禁酒法時代には「バスタブ・ジン」と呼ばれるような密造酒が製造されたが、質の悪い酒も多く、そういった低質の酒を飲むために、あるいは酒ではなく果汁を飲んでいると見た目をごまかすために砂糖や果汁を密造酒と混ぜて飲むことが広まった。そういったカクテルからの流れで誕生したカクテルの1つがビーズ・ニーズであり、ハチミツを用いるのが特徴である。
名称の「ビーズ・ニーズ」は直訳すると「蜂の膝」という意味の分からない語となるが、禁酒法時代当時の俗語として「最高のもの」「うってつけのもの」という意味合いがある。また発音が似ている「business」を語源とする説もある。
カクテルブックに「ビーズ・ニーズ」の名が掲載されたのは1934年に出版された『The Artistry of Mixing Drinks: Ritz Bar, Paris』（オテル・リッツ・パリ、フランク・マイヤー著）と『World Drinks and How To Mix Them』（ウイリアム・ブースビー著）が確認できる中ではもっとも古い。ただし、『World Drinks and How To Mix Them』に掲載されているビーズ・ニーズのレシピにはオレンジジュースも加えられており、後述の国際バーテンダー協会公認レシピと同様のものである。
カクテル史家のJared Brownの調べによると、 Brooklyn Standard Union紙1929年4月22日の紙面でパリにおける女性専用バーの当時の動向を報じる記事の中にで、ビーズ・ニーズはマーガレット・ブラウンが発明した「ハチミツとレモンを含むかなり甘い飲み物」であると報じられている。

## レシピの例
国際バーテンダー協会によるレシピを以下に挙げる。このレシピのようにオレンジジュースを加えるレシピはベボー（英: Bebbo Cocktail）と別カクテルとする例もある。
材料
- ドライ・ジン - 52.5ml
- ハチミツ - 2tsp
- レモンジュース - 22.5ml
- オレンジジュース - 22.5ml

作り方
1. ハチミツがレモンジュースとオレンジジュースに溶けるまでステアする。
2. 上記のハチミツを溶かしたジュースとドライ・ジンをシェイクし、カクテルグラスに注ぐ。
3. レモンかオレンジのゼストを飾る。

## バリーエション
ハニーサックル
ジンをホワイト・ラムにかえる。
ハニー・ビー（Honey Bee）
ジンをジャマイカ・ラムにかえる。
ビーズ・キッス（Bee's Kiss）
ジンをホワイト・ラムにかえ、生クリームも加える。